# SAI 2S
Le SAI 2S est un quadriplace de tourisme italien apparu en 1938.
Malgré sa désignation ce quadriplace dessiné par Sergio Stefanutti n’avait rien de commun avec le SAI 2. Dessiné pour participer aux compétitions aériennes italiennes de 1937, c'était un monoplan de tourisme et de sport à aile basse et train classique fixe, possédant un moteur en ligne à cylindres inversés. Il était équipe de fentes Handley-Page de bord de fuite réduisant la vitesse d’atterrissage à 84 km/h. Il fut produit en petite série et 2 exemplaires, utilisés par l’aviation cobelligérante à partir de 1943, ont survécu à la Seconde Guerre mondiale.